# 1928 en philosophie
Chronologie de la philosophie
- 1924
- 1925
- 1926
- 1927
- 1928
- 1929
- 1930
- 1931
- 1932

L’année 1928 a été marquée, en philosophie, par les événements suivants :

## Naissances
- 10 septembre : Jean Vanier, philanthrope, philosophe et théologien franco-canadien († 7 mai 2019).
- 14 septembre : Humberto Maturana, biologiste, cybernéticien et philosophe chilien († 6 mai 2021).
- 16 octobre : Mary Daly, philosophe et théologienne féministe radicale américaine († 3 janvier 2010).

## Décès
- 19 mai : Max Scheler, philosophe et sociologue allemand (° 22 août 1874).